# Erich Matthes (Landrat)
Erich Matthes (* 3. Juli 1906 in Elberfeld; † unbekannt) war ein deutscher Landrat und preußischer Provinzialrat. 

## Leben
Er trat zum 1. August 1932 der NSDAP bei (Mitgliedsnummer 1.271.292) und erhielt die Funktion eines Kreisleiters. Von Tilsit kommend wurde er als Kreisdeputierter und Kreisleiter am 3. Dezember 1940 zum kommissarischen Landrat des Landkreises Zichenau eingesetzt. Mit Wirkung vom 1. Januar 1942 übernahm er offiziell dieses Amt in Zichenau. Nachdem er zum Jahresanfang 1943 zur deutschen Wehrmacht einberufen wurde, musste er von Landrat Paul Funk aus Mielau vertreten werden.
Am 23. Mai 1944 wurde Matthes zum Preußischen Provinzialrat der Provinz Ostpreußen ernannt.